# I (песня Кендрика Ламара)
«i» — песня американского рэпера Кендрика Ламара. Первый сингл из третьего студийного альбома рэпера To Pimp a Butterfly. В 2014 году рэпер получил за «i» две статуэтки «Грэмми».

## Отзывы и награды
Песня получила признание музыкальных критиков. Песня заняла десятую строчку в списке 50 лучших песен 2014 года от журнала Rolling Stone. Редакция Billboard поместила песню на второе место в списке 10 лучших песен 2014 года. Под номером 14 включена в список «101 лучшая песня 2014 года» по версии журнала Spin.

## Особенности композиции
«I» — композиция умеренно-быстрого темпа, написанная в тональности до минор.

## Позиции в чартах
| Чарт (2014)             | Высшая позиция |
| ----------------------- | -------------- |
| Австралия               | 48             |
| Бельгия (Фландрия)      | 22             |
| Великобритания          | 11             |
| Канада                  | 61             |
| Нидерланды              | 82             |
| Новая Зеландия          | 31             |
| США (Hot 100)           | 39             |
| США (R&B/Hip-Hop Songs) | 11             |

## Награды и номинации
| Год  | Награда | Номинированная работа | Категория             | Результат | Источник |
| ---- | ------- | --------------------- | --------------------- | --------- | -------- |
| 2015 | Грэмми  | Песня                 | Лучшая рэп-песня      | Победа    | [ 13 ]   |
| 2015 | Грэмми  | Песня                 | Лучшее рэп-исполнение | Победа    | [ 13 ]   |